# 율곡중학교 (경기)
율곡중학교(栗谷中學校)는 대한민국 경기도 파주시 법원읍 법원리에 있는 사립 중학교이다.

## 학교 연혁
- 1954년 12월 31일 : 학교법인 조광학원 설립 (설립자 윤선희 선생)
- 1955년 2월 25일 : 학교법인 조광학원 설립인가 (이사장 윤선희 선생)
- 1955년 5월 3일 : 율곡중등학교 3학급 설립인가
- 1968년 12월 3일 : 율곡중등학교 15학급 설립인가
- 2014년 12월 29일 : 제4대 이사장 취임 (이사장 윤범영 선생)
- 2022년 1월 11일 : 제65회 졸업식 (졸업인원 65명)
- 2022년 3월 1일 : 제13대 교장 이병춘 선생 취임

## 참고 자료
- 율곡중학교 - 한국교육학술정보원 학교알리미